# Kurnîi, Peremîșleanî
Kurnîi (în ucraineană Курний) este un sat în comuna Dunaiiv din raionul Peremîșleanî, regiunea Liov, Ucraina.

## Demografie
Componența lingvistică a localității Kurnîi
     Ucraineană (100%)
Conform recensământului din 2001, toată populația localității Kurnîi era vorbitoare de ucraineană (100%).